# Condylorrhiza epicapna
Condylorrhiza epicapna là một loài bướm đêm trong họ Crambidae.